# Jodie Leslie Ahlborn

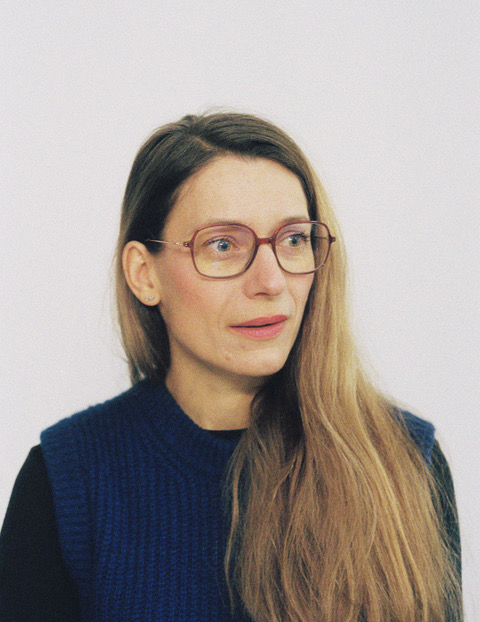
Jodie Leslie Ahlborn (2024)

Jodie Leslie Ahlborn (* 8. November 1980 in Hamburg) ist eine deutsche Schauspielerin, Hörbuchsprecherin und Synchronsprecherin.

## Leben und Karriere
Jodie Leslie Ahlborn wurde 1980 in der Hansestadt Hamburg geboren. Bereits während ihrer Schulzeit in der Rudolf-Steiner-Schule entdeckte sie ihre Leidenschaft für die künstlerischen und sprachlichen Ausdrucksformen im Schauspiel. 2002 begann sie ihre Schauspielausbildung an der SfSH, Schule für Schauspiel Hamburg. Unter anderen lehrten dort Marie Bäumer, Oscar Ortega Sánchez, Wladimir Tarasjanz und Ralph Misske, ihr späterer Mentor für die Figurenentwicklung und -gestaltung und der schauspielerischen Interpretation von gelesenen Texten im Hörbuchsegment.
Noch während ihrer Ausbildung war sie bereits am Theater engagiert, wie im Theater in der Basilika Hamburg, u. a. mit den Monologen aus Irmgard Keuns Das kunstseidene Mädchen (2005) und Mondscheintarif von Ildikó von Kürthy (2006). Ihr Filmdebüt gab sie in 2004 in dem von Lars Büchel inszenierten Filmdrama Erbsen auf halb 6. Ihre Ausbildung an der SfSH schloss sie 2005 ab. Seitdem ist sie als Akteurin in Kinofilmen, Fernsehfilmen und -serien, Theaterstücken, Werbespots, Synchronrollen, Radiosendungen und seit 2012 schwerpunktmäßig im Audiosegment Hörbuch und Hörspiele tätig.
Berufliche Höhepunkte: Ab 2007 bis 2009 als Jungdarstellerin im Hamburger Ohnsorg-Theater, u. a. in ''De Seewulf'' und Meister Anecker in der Inszenierung von Wilfried Dziallas mit Jens Scheiblich in der Hauptrolle. 2009 in der Hauptrolle der Tochter Ute Wittmann neben Jan Fedder und André Hennicke im ARD Fernsehfilm Die Auflehnung unter der Regie von Manfred Stelzer. 2012 und 2013 in der Hauptrolle der Conny Sperling in den Folgen 1411–1415 der wöchentlichen WDR Erfolgsserie Lindenstraße. 2015 und 2016 in der Hauptrolle der Mutter Katrin Friese in den Folgen 149–164, Staffeln 12–13, in der 8. Generation der Kinder- und Jugendserie Die Pfefferkörner. 2020 in der Rolle der Leslie im Fernsehfilm der Krimireihe Tatort Die Rache an der Welt, Regie Stefan Krohmer, u. a. mit Maria Furtwängler und Florence Kasumba. 2021 in der ZDF Dramaserie Neuland unter der Regie von Filmpreis-BW Gewinner Jens Wischnewski in der Rolle der Anna Stein (2 Folgen). 2023 agierte sie in der Elbphilharmonie Hamburg als Live-Sprecherin in der Aufführung des Orchestermärchens Der Mistkäfer nach einer Geschichte von Hans Christian Andersen gemeinsam mit Mitgliedern des Philharmonischen Staatsorchesters Hamburg unter der Dirigentin Holly Hyun Choe.
Ihre Lesungen im Genre Hörbuch und Hörspiel wurden bereits mehrfach auf die hr2-Hörbuchbestenliste gewählt: sie war in den Kategorien Bestes Kinderhörbuch und Beste Interpretin mehrmals beim Deutschen Hörbuchpreis sowie beim Preis der deutschen Schallplattenkritik auf der Longlist platziert. 2023 übernahm sie unter der Regie von Grimme-Preisträger Sven Stricker den Part der Erzählerin in dem zweiteiligen Hörspiel Ballade einer vergessenen Toten von Liza Cody und verlieh ihre Stimme Britney Spears in der Hörbuchfassung der Autobiografie The Woman in Me.

## Hörbücher (Auswahl)
- 2024: Unter Wasser ist es still von Julia Dibbern, Lesung mit Jodie Ahlborn, Anne Moll, Sandra Voss und Achim Buch, Der Audio Verlag
- 2024: Kaya Silberflüge – Auf verzauberten Schwingen (Band 2) von Nelly Möhle, Argon Hörbuch
- 2024: Klarkommen von Ilona Hartmann, Hörbuch Hamburg Verlag
- 2023: The Woman in Me – Meine Geschichte Autobiografie von Britney Spears, Der Hörverlag
- 2023: Das Mädchen, das mit Bäumen sprach von Natasha Farrant, Lesung mit Jodie Ahlborn und Johannes Semm, Der Audio Verlag
- 2023: Am Tag des Weltuntergangs verschlang der Wolf die Sonne von Sina Scherzant, Hörbuch Hamburg Verlag
- 2023: Das Mädchen mit dem roten Zopf Roman nach einer wahren Geschichte einer Auschwitz-Überlebenden von Nechama Birnbaum, Hörbuch Hamburg Verlag
- 2022: Kaltherz von Henri Faber, Lesung mit Jodie Ahlborn, Tanja Fornaro, Simon Jäger und Vera Teltz, Der Audio Verlag
- 2022: Sisi – Kaiserin wider Willen von Allison Pataki, Der Audio Verlag
- 2022: Winterzeit, tief verschneit – Wintergeschichten von Hexe, Hörte, Wassermann und vielen anderen Preußler-Figuren, Lesung mit Jodie Ahlborn, Peter Kaempfe und Julia Nachtmann, Silberfisch Hörbuch Hamburg
- 2022: Firekeeper’s Daughter von Angeline Boulley, Der Hörverlag
- 2021: Das Lied der Wölfe von Rena Fischer, Lesung mit Jodie Ahlborn und Sascha Rotermund, Der Audio Verlag
- 2021: Die Insel der Wünsche – Stürme des Lebens Die Helgoland-Saga (Band 1) von Anna Jessen, Der Hörverlag
- 2021: Als das Leben wieder schön wurde von Kerstin Sgonina, Der Audio Verlag
- 2020: Der Schatz auf dem Pagensand von Uwe Timm, Der Audio Verlag
- 2020: Three Women –  Drei Frauen von Lisa Taddeo, Lesung mit Jodie Ahlborn, Sandra Borgmann, Leonie Landa und Julia Nachtmann, Osterwold Audio
- 2020: Die Bibliothekarin von Auschwitz – Roman nach einer wahren Begebenheit von Antonio Iturbe, Osterwold Audio
- 2019: Die Tage mit Bumerang von Nina Sahm, Hörbuch Hamburg Verlag
- 2019: Code Genesis (Band 1 und 2) von Andreas Gruber, Lesung mit Jodie Ahlborn und Achim Buch, Der Hörverlag
- 2019: Handeln statt Hoffen – Aufruf an die letzte Generation von Carola Rackete, Lesung mit Jodie Ahlborn und Carola Rackete, Der Hörverlag
- 2018: Simsalahicks! von Katja Frixe, Teil 1 und 2, JUMBO Medien
- 2018: Wie die Sonne in der Nacht von Antje Babendererde, JUMBO Medien
- 2018: Good Night Stories for Rebel Girls – Teil 1: 100 außergewöhnliche Frauen von Elena Favilli, Francesca Cavallo, Lesung mit Jodie Ahlborn, Sandra Keck, Julia Nachtmann, Sandra Schwittau und Nana Spier, Der Audio Verlag
- 2018: Sag den Wölfen, ich bin zu Hause von Carol Rifka Brunt, Hörbuch Hamburg Verlag, gesendet im NDR Am Morgen vorgelesen
- 2017: Das Mädchen, mit dem die Kinder nicht verkehren durften von Irmgard Keun, Der Audio Verlag
- 2017: Heimkehren von Yaa Gyasi, Lesung mit Bibiana Beglau, Wanja Mues, Britta Steffenhagen, Götz Schubert, Bjarne Mädel, Felix Greser, Jodie Ahlborn, Judith Engel, Jule Böwe, Rieke Schmid, Stefan Kaminski, Johann von Bülow, Lisa Wagner, Maximilian Mauff, Regie Sven Stricker, Der Audio Verlag
- 2016: Kind aller Länder von Irmgard Keun, Der Audio Verlag
- 2016: Als unsere Herzen fliegen lernten von Iona Grey, Der Hörverlag
- 2015: Worte, die man mir nicht sagt – Mein Leben mit gehörlosen Eltern von Véronique Poulain, Hörbuch Hamburg
- 2015: Glück ist eine Gleichung mit 7 von Holly Goldberg Sloan, Silberfisch Hörbuch Hamburg Verlag
- 2014: Träum niemals von der wilden Jagd! von Wieland Freund, Hörcompany
- 2014: Die Wahrheit, wie Delly sie sieht von Kathrine Henningen, Silberfisch Hörbuch Hamburg
- 2014: Das Schicksal ist ein mieser Verräter von John Green, Silberfisch Hörbuch Hamburg Verlag
- 2013: Zeitsplitter – Die Jägerin von Kristin Terrill, Der Audio Verlag
- 2013: Von mutigen Kindern und Mäusen von Rafik Schami, Hörcompany
- 2012: Das einzig coole Pferd, die Killerenten und ich von Dagmar Hoßfeld, Silberfisch Hörbuch Hamburg Verlag
- 2012: Wecke niemals einen Schrat von Wieland Freund, Hörcompany

## Hörbuchreihen, Hörbuchserien (Auswahl)
- 2021–2024: Krimireihe Lyn Harms von Heike Denzau Band 1–8
- 2016–2023 Polly Schlottermotz Band 1–6 von Lucy Astner, Silberfisch Hörbuch Hamburg Verlag

## Synchronsprechrollen Film (Auswahl)
- 2022: Der Zauberschulbus ist wieder unterwegs, Netflix-Serie (3 Staffeln), in der Hauptrolle Jyoti Kaur
- 2013: Lalaloopsy Land Rolle der Misty Mysterious

## Theater (Auswahl)
- 2023: Der Mistkäfer Ein Orchestermärchen mit Musik von Andreas N. Tarkmann nach einer Geschichte von Hans Christian Andersen. Jörg Schade, Text. Jodie Ahlborn, Sprecherin. Holly Hyun Coe, Dirigentin. Mitglieder des Philharmonischen Staatsorchesters Hamburg
- 2018: De Seewulf von Jack London, Ohnsorg-Theater, Regie: Frank Grupe
- 2016: Der Vorname Theater Kontraste Hamburg. Regie: Meike Harten

- 2012: Sein oder nicht sein von Nick Whitby, nach dem Filmklassiker von Ernst Lubitsch
- 2011: Schwester von Lot Vekemans, Monsun-Theater Hamburg. Regie: Wladimir Tarasjanz
- 2009: Leas Tag von Susanna Mewe, Theater Kontraste Hamburg. Regie: Meike Harten
- 2009: Kaviar un Linsen Ohnsorg-Theater. Regie: Adelheid Müther

- 2007: Meister Anecker Ohnsorg-Theater Hamburg. Regie: Wilfried Dziallas
- 2007: Wenn de Leev nicht weer Ohnsorg-Theater Hamburg. Regie: David Gravenhorst
- 2007: Kalle Blomquist von Astrid Lindgren, Harburger Theater. Regie: Hans Schernthaner
- 2006: Mondscheintarif von Ildiko von Kürthy Theater in der Basilika Regie: Hans Schernthaner
- 2006: Kabale und Liebe Theater in der Basilika Hamburg. Regie: Gunnar Dreßler
- 2006: Raus aus Amal nach dem Film Fucking Amal von Lukas Moodysson, Jugendtheater Hamburg. Regie: Hans Schernthaner
- 2006: Das kunstseidene Mädchen von Irmgard Keun. Regie: Hans Schernthaner
- 2005: Die Welle Jugendtheater Hamburg. Regie: Hans Schernthaner

## Fernsehfilme (Auswahl)
- 2021: Neuland ZDF, Regie: Jens Wischnewski
- 2020: Schwarze Insel ZDF, Regie: Miguel Alexandre
- 2020: Die Rache an der Welt Tatort Niedersachsen ARD, Regie: Stefan Krohmer
- 2019: Soko Wismar ZDF, Regie: Dirk Pientka
- 2018: Morden im Norden ARD, Regie: Michael Riebl
- 2018: Die Kanzlei ARD, Regie: Matthias Steurer
- 2017: In aller Freundschaft – Die jungen Ärzte ARD, Regie: Franziska Hörrisch
- 2015–2016: Die Pfefferkörner (Generation 8) Rolle: Katrin Friese, ARD, Regie: Klaus Wirbitzky, Franziska Hörrisch
- 2014: Brandmal ARD, Regie: Nicolai Rohde
- 2012: Die Kinder meiner Tochter ZDF, Regie: Karola Meeder
- 2012: Lindenstraße Rolle Conny Sperling, ARD, Folgen 1411–1415, Regie: Kerstin Krause
- 2011: Tod einer Brieftaube ZDF, Regie: Markus Imboden
- 2011: Küstenwache ZDF, Regie: Frauke Thielecke
- 2010: Wie ein Licht in der Nacht ARD, Regie: Florian Baxmeyer
- 2010: Da kommt Kalle ZDF, Regie: Rolf Wellingerhof
- 2009: Die Auflehnung ARD, Regie: Manfred Stelzer
- 2007: Der Dicke ZDF, Regie: Josh Broecker

## Kinofilme (Auswahl)
- 2021: Untergrund Hamburg Media School, Regie: Stephanie Olthoff
- 2013: Dünnes Eis Hamburg Media School, Regie: Anne Closta
- 2010: Neben meinem Bruder FH Salzburg, Regie: Markus Englmair
- 2010: Zeitfenster Hamburg Media School, Regie: Jimmy Grassiant
- 2005: Strip Mind Brave New Work Film, Regie: Frank Geiger
- 2004: Erbsen auf halb 6 Senator Film, Regie: Lars Büchel

## Auszeichnungen und Nominierungen
- 2023 Preis der deutschen Schallplattenkritik: Longlist der Bestenliste 2/2023: Das Mädchen, das mit Bäumen sprach von Natasha Farrant, erschienen bei DAV
- 2023: Longlist Deutscher Hörbuchpreis: Kategorie Bestes Kinderhörbuch: Heul doch nicht, du lebst ja noch von Kirsten Boie, erschienen bei Oetinger
- 2023: Platzierung auf der hr2-Hörbuchbestenliste: Das Mädchen, das mit Bäumen sprach von Natasha Farrant, mit Jodie Ahlborn und Johannes Semme, erschienen bei DAV
- 2022: Longlist Deutscher Hörbuchpreis: Kategorie Bestes Kinderhörbuch: Das magimoxische Hexenhotel – Auch Hexen brauchen Urlaub von Ulrike Rylance, erschienen bei USM Audio
- 2020: Platzierung auf der hr2-Hörbuchbestenliste: Der Schatz auf dem Pagensand von Uwe Timm, erschienen bei Der Audio Verlag
- 2018: Longlist Deutscher Hörbuchpreis: Kategorie Beste Interpretin: Das Mädchen, mit dem die Kinder nicht verkehren durften von Irmgard Keun, erschienen bei DAV
- 2018: Platzierung auf der hr2-Hörbuchbestenliste: Platz 2 der hr2-Hörbuchbestenliste im Dezember 2018 Kinder- und Jugendhörbücher: Good Night Stories for Rebel Girls –  Teil 1: 100 außergewöhnliche Frauen von Elena Favilli, Francesca Cavallo
- 2018 Ausgezeichnet von der hr2-Hörbuchbestenliste: Patina von Jason Reynolds, erschienen bei Hörcompany
- 2018: Ausgezeichnet von der hr2-Hörbuchbestenliste: Wie die Sonne in der Nacht von Antje Babendererde, Lesung mit Jodie Ahlborn und Aleksandar Radenkovic, erschienen bei JUMBO
- 2017: Longlist Deutscher Hörbuchpreis: Kategorie Beste Interpretin: Kind aller Länder von Irmgard Keun, erschienen bei DAV
- 2015: St. Michaelsbund, Junior-Hörbuch des Jahres 2015 und Junior-Hörbuch des Monats: Glück ist eine Gleichung mit 7 von Holly Goldberg Sloan, erschienen bei Silberfisch im Hörbuch Hamburg Verlag
- 2014: Ausgezeichnet von der hr2-Hörbuchbestenliste: Die Wahrheit, wie Delly sie sieht von Kathrine Henningen, erschienen bei Silberfisch Hörbuch, Hamburg
- 2014: Ausgezeichnet mit dem Audiotrix Hörbuchsiegel: Die Wahrheit, wie Delly sie sieht von Kathrine Henningen, erschienen bei Silberfisch Hörbuch Hamburg